# Vecdaugava
Vecdaugava es un barrio de la ciudad de Riga, Letonia.

## Superficie
Posee una superficie de 3,066 kilómetros cuadrados (306,6 hectáreas).

## Población
Hasta 2021 presentaba una población de 1246 habitantes, con una densidad de población de 406,3 habitantes por kilómetro cuadrado.

## Transporte

### Rutas
- Autobús: 24, 29, 58.[1]
- Autobús expreso: 300.[1]